# Oecopetalum
Oecopetalum, biljni rod dvosupnica iz porodice Metteniusaceae smješten u tribus Metteniusoideae. Sastoji se od dvije vrste drveća iz Srednje Amerike i Meksika.
Rod je opisan u Annals of the Missouri Botanical Garden 1(4): 408–409, pl. 25. 1914 [1915].

## Vrste
1. Oecopetalum greenmanii Standl. & Steyerm.
2. Oecopetalum mexicanum Greenm. & C.H.Thomps.; tipična vrsta